# Calvin Souther Fuller
Calvin Souther Fuller (né le 25 mai 1902 et mort le 28 octobre 1994) était un physico-chimiste américain travaillant chez AT&T Bell Laboratories, où il a travaillé pendant 37 ans, de 1930 à 1967. Calvin Fuller était membre d’une équipe spécialisée dans la recherche fondamentale qui a trouvé des réponses à des défis physiques. Il a contribué au développement du caoutchouc synthétique durant la Seconde Guerre mondiale, il a été impliqué dans les premières expériences concernant la méthode de la zone fondue, on lui attribue la conception de la méthode de production de transistors, il a produit certaines des premières cellules photovoltaïques à haut rendement et a mené des études sur les polymères et leurs applications.

## Biographie

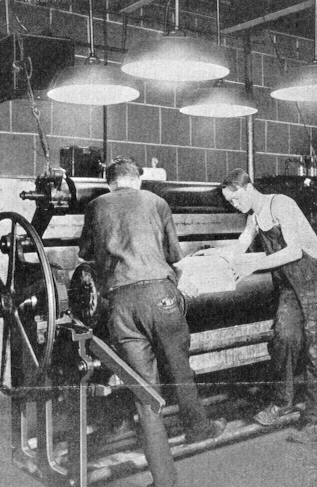
Calvin Souther Fuller au travail (à gauche) dans une presse à imprimer alors qu'il était adolescent à la fin de la Première Guerre mondiale.

Calvin Fuller est né à Chicago le 25 mai 1902 de Julius Quincy et Bessie Souther Fuller. Il a étudié la chimie à l'Université de Chicago où il a obtenu une licence en science en 1926, puis a travaillé sous la direction de William Draper Harkins, dans le but d'obtenir son doctorat en 1929.
De 1920 à 1922, il travaille pour la General Chemical Company, et de 1924 à 1930 pour le Chicago Tribune. En 1930, il s'installe à Murray Hill, dans le New Jersey, pour occuper le poste de physico-chimiste aux Laboratoires Bell. Le 17 septembre 1932, il épousa Willimine Works.
En août 1942, Calvin Fuller participe aux efforts de développement ducaoutchouc synthétique, suite à l'interruption de l'approvisionnement en caoutchouc naturel par les Japonais. En tant que représentant du Bureau de la réserve de caoutchouc de la Reconstruction Finance Corporation, il a été amené à beaucoup voyager à travers les États-Unis. L'effort pour parvenir à cet approvisionnement a impliqué plusieurs laboratoires universitaires et industriels ainsi que les scientifiques W.O. Baker et J.H. Heiss des Laboratoires Bell. En 16 mois, ils ont pu commencer la production de caoutchouc-styrène gouvernemental. Fuller et Baker ont développé des méthodes pour perfectionner le processus chimique afin de permettre une fabrication à grande échelle. En 1945, 700 000 tonnes de caoutchouc synthétique ont été produites,.

## Batterie solaire
En collaboration avec les scientifiques de Bell Telephone, Daryl Chapin et Gerald Pearson, Calvin Fuller a implanté du bore dans le silicium afin de capter l'énergie solaire pour la première fois, ce qui permet sa transformation en courant électrique. L’invention de la batterie solaire a permis d’améliorer de 600 % la capacité à exploiter l’énergie solaire pour générer de l’électricité. Dans un premier temps, Fuller a veillé à ce que le silicium ne soit pas corrompu et soit pur, puis dans un second temps, il a procédé à la diffusion du bore dans celui-ci. Les inventeurs ont utilisé plusieurs petites bandes de silicium pour capturer la lumière du soleil et la transformer en électrons libres. Les laboratoires Bell, qui avaient financé la recherche, ont annoncé la création d'un prototype d'une nouvelle batterie solaire.
Robert W. Fuller, le fils aîné de Calvin S. Fuller, raconte l'histoire suivante : « En 1954, je rentrais de vacances de l'université pour rendre visite à mes parents. Cette nuit-là, mon père, Calvin Souther Fuller, rentra à la maison avec quelque chose qui ressemblait à une pièce de 25 cents avec des fils qui en sortaient. C'était un appareil qui se connectait à un petit moulin à vent électrique posé sur la table. Il éclaira l'objet en forme de pièce de 25 cents avec une lampe de poche brillante, qui était en fait une cellule solaire en silicium, et les pales du moulin à vent commencèrent à tourner. C'était tellement excitant de voir la lampe de poche alimenter le petit moulin à vent. Bien que cet appareil ressemblait à une pièce de 25 cents pour tout le monde, il s'agissait en fait de la première batterie solaire au silicium au monde - un appareil qui deviendra plus tard connu sous le nom de cellule solaire en silicium. »
L'expérimentation initiale de la batterie solaire Bell a débuté en 1955 à Americus, en Géorgie, en utilisant un système téléphonique,. En 1958, le département de la Défense des États-Unis a mis en œuvre une utilisation extrêmement précieuse de ce dispositif en déployant une énergie autonome pour les véhicules et les satellites dans l'espace.

## Polymères
Calvin Fuller a effectué des recherches fondamentales sur les polymères aux Laboratoires Bell. Il a étudié l'élasticité et la résistance à la traction . Prolongeant les travaux de Carothers chez DuPont, il a étudié les polymères de condensation que sont le polyester et le polyamide.
Les Laboratoires Bell recherchait un isolant idéal afin de l'utiliser dans les câbles coaxiaux et qui serait efficace pour permettre un fonctionnement à haute fréquence. Réalisant que le polyéthylène était exempt de groupes polaires, Fuller a produit certains des premiers câbles avec cet isolant désormais courant.

## Vie privée
Calvin Fuller était marié à Willmine Fuller, avec qui il a eu trois enfants, Robert W. Fuller, Stephen Fuller et John Fuller, ainsi que huit petits-enfants. Il a déménagé à Vero Beach, en Floride, à l'âge de 65 ans et a été contraint à une retraite forcée des Laboratoires Bell. À sa retraite, il a acquis un camping-car Airstream dans l'objectif de voyager à travers les États-Unis avec sa femme. 
En 1994, Calvin Fuller décède à Vero Beach à l'âge de 92 ans. Selon les histoires racontées par Robert Fuller, à son petit-fils, Ben Fuller, les passe-temps de Calvin Fuller comprenaient la culture de grosses tomates rouges cultivées dans son jardin du New Jersey, la photographie de famille et de paysages, et le bricolage que ce soit pour réparer sa maison ou l'améliorer.